# Друштво Преспа
Преспа је организација Македонаца који живе у региону Мале Преспе у Републици Албанији. Председник ове организације је Едмонд Темелко.